# Davraz Dağı
Der Davraz Dağı ist ein 2637 m hoher Berg in der Provinz Isparta im Südwesten der Türkei. Westlich davon liegt der Davraz Tepe (2635 m).  Das Skigebiet Davraz erstreckt sich nördlich unterhalb der beiden Gipfel zwischen 1600 und 2250 m Höhe.